# Ibirarema
Ibirarema é um município brasileiro do estado de São Paulo. Sua população é de 7.235 habitantes.

## Toponímia
Ibirarema, segundo Silveira Bueno, é vocábulo indígena que significa "madeira fétida": pau-d'alho. Do tupi ybyrá: madeira ou árvore; e rema (por nema): fedido, fedorento.

## História
O município, teve início numa pequena povoação denominada Pau D'Alho, que se estendia ao longo da margem direita de um pequeno rio com esse nome, ao meio de exuberantes e fertilíssimas terras onde havia abundância de pau d' alho que talvez emprestasse o nome ao rio que as banhava e à povoação que surgia.
Em 1913 quando as primeiras explorações para a futura passagem da Estrada de Ferro Sorocabana, que acompanhando o Rio Paranapanema rumava para o estado do Mato Grosso, naturalmente teve que passar pelas terras que circundavam a pequena povoação de Pau D' Alho, os moradores da região, eles João Correa e Nadario Marana transferiram-se junto à picada da futura ferrovia, abandonando o povoado e formando um outro com o nome de Ibirarema.
Em 12 de fevereiro de 1914, foi inaugurado a Estrada de Ferro Sorocabana e o novo povoado começou a progredir extraordinariamente, até que em 1922, pela Lei nº 1.889, de 11 de dezembro de 1922, foi elevado a distrito de Pau D'Álho (atual Ibirarema), e como tal instalado no dia 3 de maio de 1923, no Município e Comarca de Salto Grande. Foi elevado a Município com o nome de Ibirarema pelo Decreto-Lei nº 14.334, de 30 de novembro de 1944 e instalado a 1 de janeiro de 1945 e incorporado à Comarca de Palmital. Como Município ficou constituído dos Distritos de Paz de Ibirarema e Nuretama (atual Campos Novos Paulista). Em 1948, Nuretama foi desanexado pela Lei nº 233, de 24 de dezembro. Consta atualmente de um único Distrito de Paz, o da sede do Município.

## Geografia
Localiza-se a uma latitude 22º49'03" sul e a uma longitude 50º04'21" oeste, estando a uma altitude de 483 metros. Possui uma área de 228,5 km².

### Hidrografia
- Rio Paranapanema

### Rodovias
- SP-270

### Ferrovias
- Linha Tronco da antiga Estrada de Ferro Sorocabana [5]

## Demografia
Dados do Censo - 2000
População total: 5.701
- Urbana: 5.093
- Rural: 608
- Homens: 2.882
- Mulheres: 2.819

Densidade demográfica (hab./km²): 24,95
Mortalidade infantil até 1 ano (por mil): 16,72
Expectativa de vida (anos): 70,77
Taxa de fecundidade (filhos por mulher): 1,95
Taxa de alfabetização: 89,36%
Índice de Desenvolvimento Humano (IDH-M): 0,775
- IDH-M Renda: 0,711
- IDH-M Longevidade: 0,763
- IDH-M Educação: 0,852

(Fonte: IPEADATA)

## Infraestrutura

### Comunicações
O sistema de telefones automáticos foi inaugurado na cidade em 1979 pela Telecomunicações de São Paulo (TELESP), que também implantou o sistema de discagem direta à distância (DDD) em 1985 com o código de área (0143).
Na década de 90 o código DDD da cidade foi alterado para (014), para padronização do sistema telefônico com a telefonia celular que estava sendo implantada em todo o estado.

## Religião
O Cristianismo se faz presente na cidade da seguinte forma:

### Igreja Católica
- A igreja faz parte da Diocese de Ourinhos.[9]

### Igrejas Evangélicas
Entre as igrejas protestantes históricas, pentecostais e neopentecostais, encontram-se na cidade:
- Assembleia de Deus Ministério do Belém.[12][13]
- Congregação Cristã no Brasil.[14]